# 清光
清光（1645年六月十六日）為中國清朝初年反清领袖徐会公胡守龍的年號，《东华录》作六月但無日期，《清史稿》作六月丁卯。

## 纪年
| 清光 | 元年   |
| ---- | ------ |
| 公元 | 1645年 |
| 干支 | 乙酉   |

## 同期存在的其他政权年号
- 中國
  - 顺治（1644年－1661年）：清朝—清世祖福临之年号
  - 弘光（1645年）：南明—明安宗朱由崧之年号
  - 隆武（1645年－1646年）：南明—明绍宗朱聿键之年号
  - 监国鲁（1645年－1653年）：南明—鲁王朱以海之紀年
  - 永昌（1644年－1645年）：大顺—李自成之年号
  - 大顺（1644年－1646年）：大西—张献忠之年号
- 越南
  - 福泰（1643年－1649年）：后黎朝—黎真宗黎维祐之年号
  - 順德（1628年－1677年）：莫朝—黎明宗莫敬完之年号
- 日本
  - 正保（1644年－1648年）：後光明天皇之年號

## 參看
- 中國年號索引